# Pentium 4-M
Il Pentium 4-M è stato il quinto processore Intel pensato per l'utilizzo nei computer portatili e venne presentato a marzo del 2002 come successore del Pentium III-M. A quei tempi le CPU utilizzate nei sistemi mobile non erano ancora specificatamente progettate per questo scopo (cosa che è avvenuta solo a partire dal 2003 con il Pentium M) ma si limitavano ad alcuni affinamenti progettuali delle versioni desktop (in questo caso il Pentium 4) al fine di ridurne il consumo e poter quindi contribuire al contenimento dei consumi e quindi alla maggior durata delle batterie utilizzate in questo tipo di sistemi.

## Caratteristiche tecniche
Gli unici modelli di Pentium 4-M erano tutti basati su una specifica variante del core Northwood alla base anche della seconda generazione del processore desktop Pentium 4. Il processo produttivo era, come nel predecessore, quello a 130 nm ed essendo basato sull'architettura del Pentium 4 era dotato anche delle istruzioni SSE2. Al pari di quanto fatto per il predecessore, anche il Pentium 4-M si differenziava dal Pentium 4 da cui derivava per l'introduzione della tecnologia di risparmio energetico SpeedStep, ovvero quella tecnologia che consentiva di variare dinamicamente il clock di esercizio della CPU, abbassandolo quando non era necessaria tutta la potenza elaborativa, con la conseguente diminuzione dei consumi. Il bus era limitato a 400 MHz e il voltaggio di alimentazione era pari a 1,3 V quando il processore funzionava in modalità "Massime prestazioni" e 1,2 V in modalità "Massimo risparmio energetico".

## Modelli
La tabella seguente mostra i modelli di Pentium 4-M arrivati sul mercato. Molti di questi condividono caratteristiche comuni pur essendo basati su core diversi; per questo motivo, allo scopo di rendere maggiormente evidente tali affinità e "alleggerire" la visualizzazione alcune colonne mostrano un valore comune a più righe. Di seguito anche una legenda dei termini (alcuni abbreviati) usati per l'intestazione delle colonne:
- Nome Commerciale: si intende il nome con cui è stato immesso in commercio quel particolare esemplare.
- Data: si intende la data di immissione sul mercato di quel particolare esemplare.
- Socket: lo zoccolo della scheda madre in cui viene inserito il processore. In questo caso il numero rappresenta oltre al nome anche il numero dei pin di contatto.
- Clock: la frequenza di funzionamento del processore.
- Molt.: sta per "Moltiplicatore" ovvero il fattore di moltiplicazione per il quale bisogna moltiplicare la frequenza di bus per ottenere la frequenza del processore.
- Pr.Prod.: sta per "Processo produttivo" e indica tipicamente la dimensione dei gate dei transistors (180 nm, 130 nm, 90 nm) e il numero di transistor integrati nel processore espresso in milioni.
- Voltag.: sta per "Voltaggio" e indica la tensione di alimentazione del processore.
- Watt: si intende il consumo massimo di quel particolare esemplare.
- Bus: frequenza del bus di sistema.
- Cache: dimensione delle cache di 1º e 2º livello.
- XD: sta per "XD-bit" e indica l'implementazione della tecnologia di sicurezza che evita l'esecuzione di codice malevolo sul computer.
- 64: sta per "EM64T" e indica l'implementazione della tecnologia a 64 bit di Intel.
- HT: sta per "Hyper-Threading" e indica l'implementazione della esclusiva tecnologia Intel che consente al sistema operativo di vedere 2 core logici.
- ST: sta per "SpeedStep Technology" ovvero la tecnologia di risparmio energetico sviluppata da Intel e inserita negli ultimi Pentium 4 Prescott serie 6xx per contenere il consumo massimo.
- VT: sta per "Vanderpool Technology", la tecnologia di virtualizzazione che rende possibile l'esecuzione simultanea di più sistemi operativi differenti contemporaneamente.
- Core: si intende il nome in codice del progetto alla base di quel particolare esemplare.

| Nome Commerciale    | Data              | Socket | Clock   | Molt. | Pr.Prod.       | Voltag.     | Watt | Bus     | Cache                  | XD | 64 | HT | ST | VT | Core      |
| ------------------- | ----------------- | ------ | ------- | ----- | -------------- | ----------- | ---- | ------- | ---------------------- | -- | -- | -- | -- | -- | --------- |
| Pentium 4-M 1,4 GHz | 4/mar/2002        | 478    | 1,4 GHz | 14x   | 130 nm 55 mil. | 1,2 V 1,3 V | 25 W | 400 MHz | L1=8KB L2=512KB L3=0MB | No | No | No | Sì | No | Northwood |
| Pentium 4-M 1,5 GHz | 4/mar/2002        | 478    | 1,5 GHz | 15x   | 130 nm 55 mil. | 1,2 V 1,3 V | 26 W | 400 MHz | L1=8KB L2=512KB L3=0MB | No | No | No | Sì | No | Northwood |
| Pentium 4-M 1,6 GHz | 23 aprile 2002    | 478    | 1,6 GHz | 16x   | 130 nm 55 mil. | 1,2 V 1,3 V | 30 W | 400 MHz | L1=8KB L2=512KB L3=0MB | No | No | No | Sì | No | Northwood |
| Pentium 4-M 1,7 GHz | 23 aprile 2002    | 478    | 1,7 GHz | 17x   | 130 nm 55 mil. | 1,2 V 1,3 V | 30 W | 400 MHz | L1=8KB L2=512KB L3=0MB | No | No | No | Sì | No | Northwood |
| Pentium 4-M 1,8 GHz | 23 aprile 2002    | 478    | 1,8 GHz | 18x   | 130 nm 55 mil. | 1,2 V 1,3 V | 30 W | 400 MHz | L1=8KB L2=512KB L3=0MB | No | No | No | Sì | No | Northwood |
| Pentium 4-M 1,9 GHz | 24 giugno 2002    | 478    | 1,9 GHz | 19x   | 130 nm 55 mil. | 1,2 V 1,3 V | 32 W | 400 MHz | L1=8KB L2=512KB L3=0MB | No | No | No | Sì | No | Northwood |
| Pentium 4-M 2,0 GHz | 24 giugno 2002    | 478    | 2,0 GHz | 20x   | 130 nm 55 mil. | 1,2 V 1,3 V | 32 W | 400 MHz | L1=8KB L2=512KB L3=0MB | No | No | No | Sì | No | Northwood |
| Pentium 4-M 2,2 GHz | 16 settembre 2002 | 478    | 2,2 GHz | 22x   | 130 nm 55 mil. | 1,2 V 1,3 V | 35 W | 400 MHz | L1=8KB L2=512KB L3=0MB | No | No | No | Sì | No | Northwood |
| Pentium 4-M 2,4 GHz | 14 gennaio 2003   | 478    | 2,4 GHz | 24x   | 130 nm 55 mil. | 1,2 V 1,3 V | 35 W | 400 MHz | L1=8KB L2=512KB L3=0MB | No | No | No | Sì | No | Northwood |
| Pentium 4-M 2,5 GHz | 16 aprile 2003    | 478    | 2,5 GHz | 25x   | 130 nm 55 mil. | 1,2 V 1,3 V | 35 W | 400 MHz | L1=8KB L2=512KB L3=0MB | No | No | No | Sì | No | Northwood |
| Pentium 4-M 2,6 GHz | 11 giugno 2003    | 478    | 2,6 GHz | 26x   | 130 nm 55 mil. | 1,2 V 1,3 V | 35 W | 400 MHz | L1=8KB L2=512KB L3=0MB | No | No | No | Sì | No | Northwood |

## Il successore
Il Pentium 4-M non fu l'unico processore mobile derivato direttamente dal Pentium 4; successivamente infatti Intel presentò il Mobile Pentium 4, derivato dallo stesso core Northwood, ma dotato di frequenze operative più alte, BUS a 533 MHz e, in alcune versioni successive, anche della tecnologia Hyper-Threading.